# Ашенайм
Ашена́йм, Ахенгейм (фр. Achenheim [axənaɪm]) — коммуна на северо-востоке Франции в регионе Гранд-Эст (бывший Эльзас — Шампань — Арденны — Лотарингия), департамент Нижний Рейн, округ Страсбур, кантон Лингольсайм. До марта 2015 года коммуна административно входила в состав упразднённого кантона Мюндольсайм (округ Страсбур-Кампань).
Площадь коммуны — 6,03 км², население — 2224 человека (2006) с тенденцией к снижению: 2025 человек (2013), плотность населения — 335,8 чел/км².

## Население
Население коммуны в 2011 году составляло 2105 человек, в 2012 году — 2043 человека, а в 2013-м — 2025 человек.
| 1962 | 1968 | 1975 | 1982 | 1990 | 1999 | 2006 | 2008 | 2011 | 2012 | 2013 |
| ---- | ---- | ---- | ---- | ---- | ---- | ---- | ---- | ---- | ---- | ---- |
| 1131 | 1207 | 1535 | 1717 | 2072 | 2183 | 2224 | 2216 | 2105 | 2043 | 2025 |

Динамика населения:

## Экономика
В 2010 году из 1452 человек трудоспособного возраста (от 15 до 64 лет) 1015 были экономически активными, 437 — неактивными (показатель активности 69,9 %, в 1999 году — 69,9 %). Из 1015 активных трудоспособных жителей работали 952 человека (500 мужчин и 452 женщины), 63 числились безработными (21 мужчина и 42 женщины). Среди 437 трудоспособных неактивных граждан 150 были учениками либо студентами, 203 — пенсионерами, а ещё 84 — были неактивны в силу других причин.

## Достопримечательности (фотогалерея)

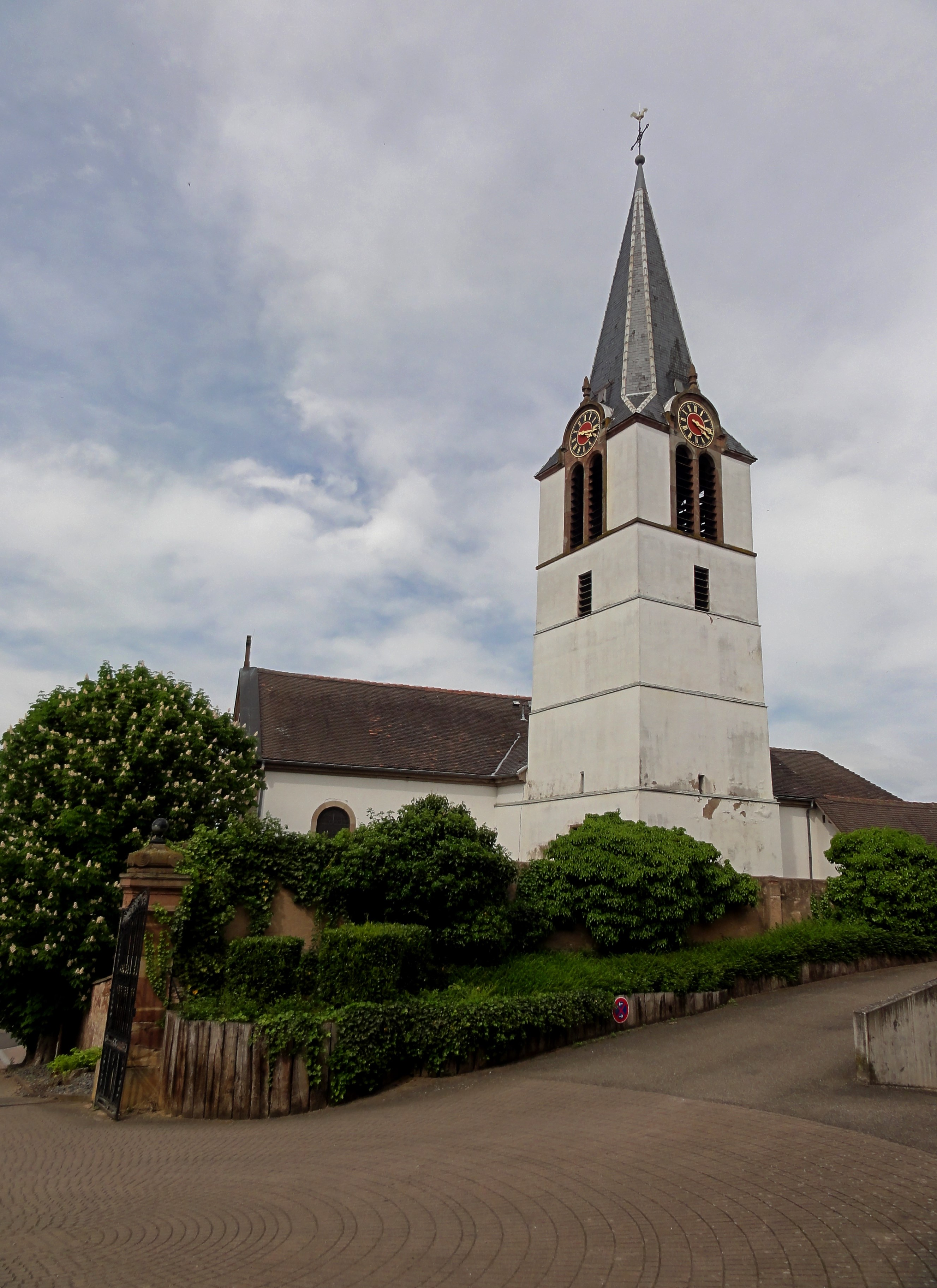
Церковь
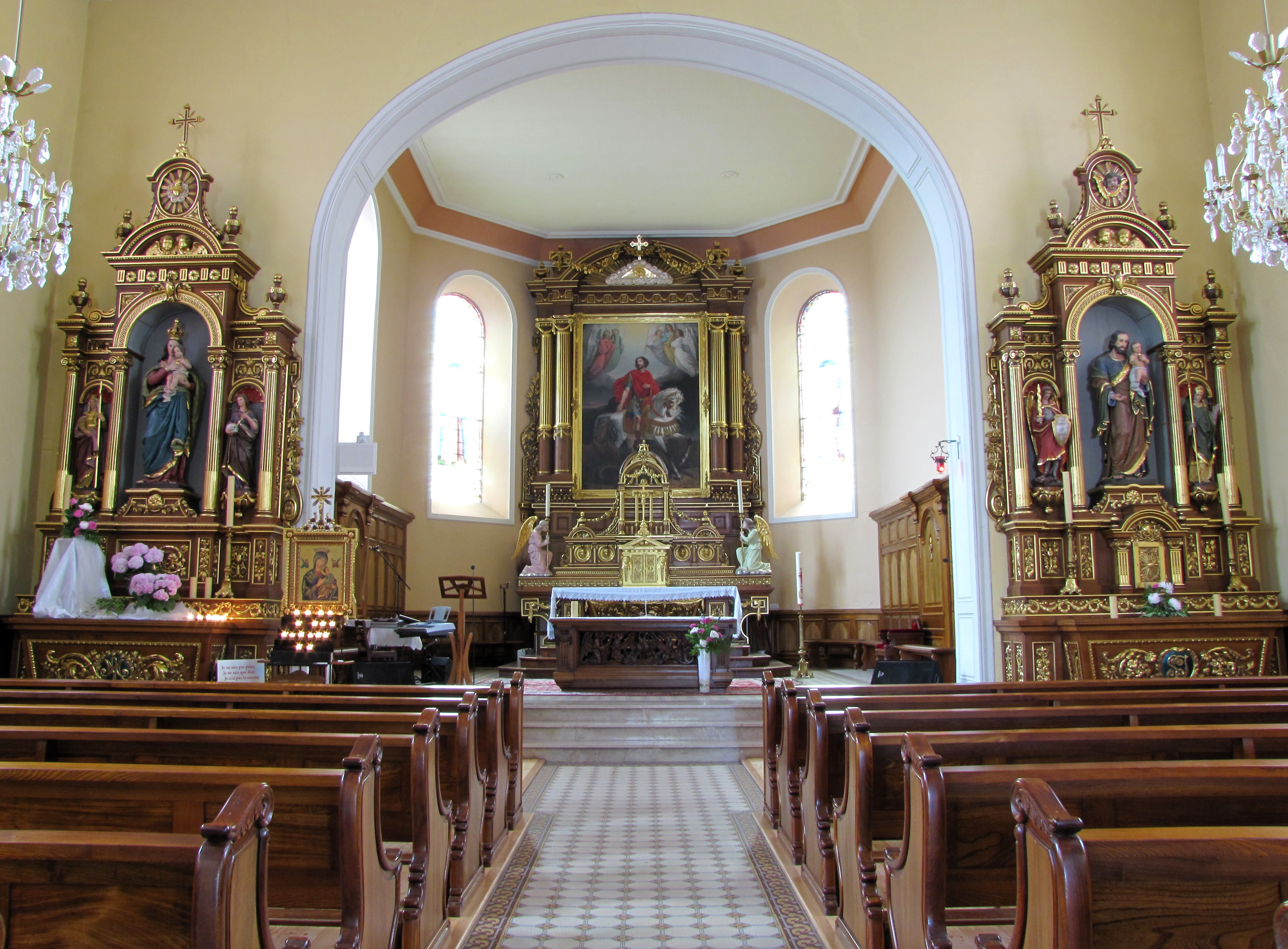
Интерьер
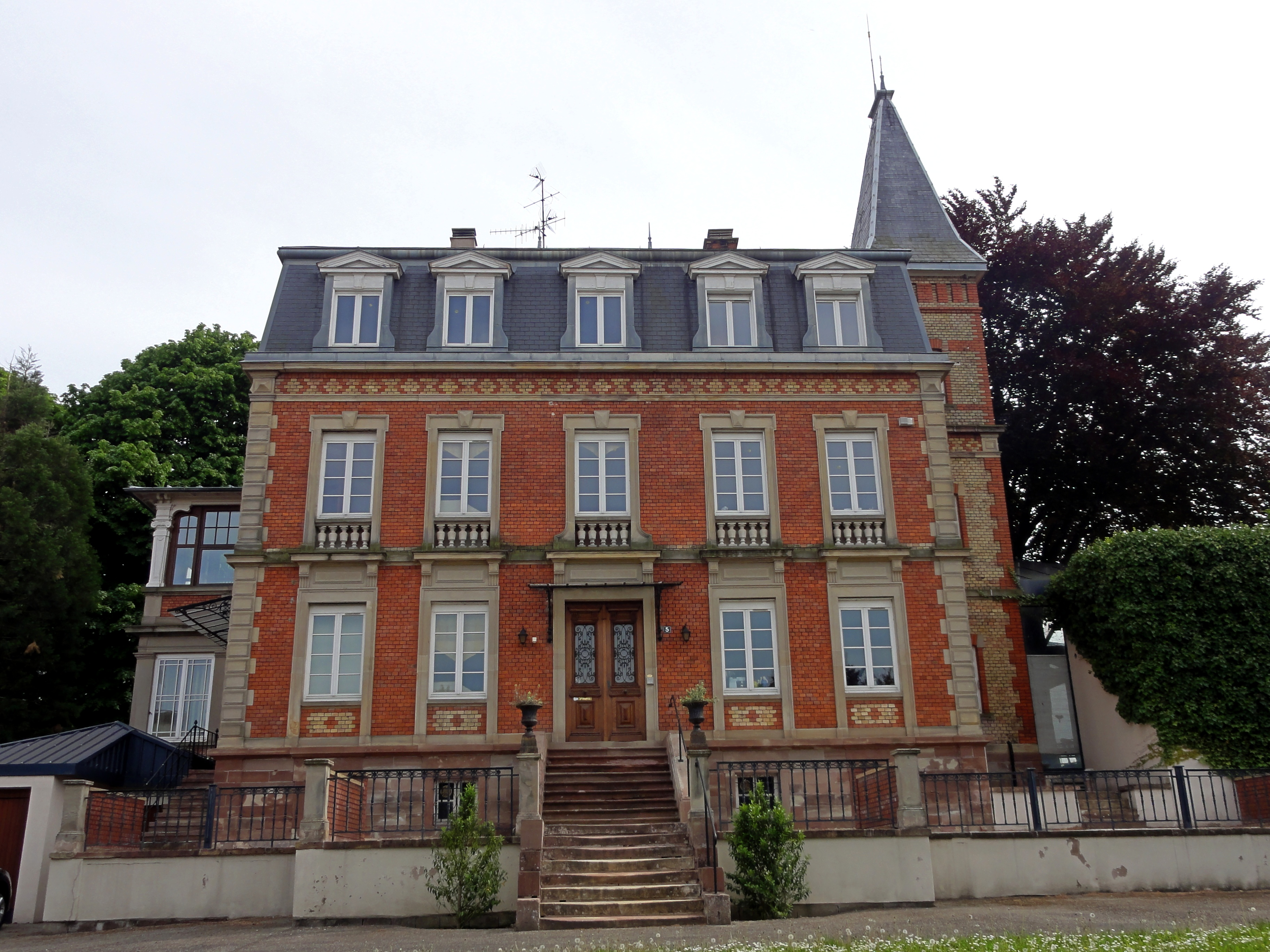
Шато (1882)